# Álex Sancris
Alejandro San Cristóbal Sánchez (nascut el 18 de gener de 1997), conegut com a Álex Sancris, és un futbolista espanyol que juga principalment de lateral dret al Getafe CF.

## Carrera de club
Nascut a Madrid, Sancris va representar el Getafe CF i el CF Trival Valderas de jove. Va debutar com a sènior amb les reserves d'aquest últim equip la temporada 2015-16, a les lligues regionals, i va començar a jugar amb el primer equip de Tercera Divisió el 2016.
El 7 de juliol de 2018, després de convertir-se en titular habitual del Trival durant la campanya, Sancris va signar un contracte amb el CD Leganés, i fou assignat al filial també a quarta divisió. El següent 27 de juny, va renovar el seu contracte amb el club, i posteriorment va esdevenir capità de l'equip B, ja que van aconseguir l'ascens a Segona Divisió RFEF el 2021.
El 13 de juliol de 2022, Sancris va signar un acord amb el Linares Deportivo de la Primera Federació. Titular indiscutible de l'equip, va contribuir amb quatre gols i 10 assistències en un total de 40 partits, i el club va quedar a punt d'arribar als play-offs.
El 5 de juny de 2023, Sancris va ser anunciat al Burgos CF de Segona Divisió, després de signar un contracte de dos anys. Va debutar com a professional als 26 anys el 13 d'agost, entrant com a substitut de Miki Muñoz a la segona part en un empat a 1 a casa contra la SD Huesca.
Sancris va marcar el seu primer gol com a professional el 12 de novembre de 2023, aconseguint el quart del seu equip en una victòria per 4-2 a casa contra l'AD Alcorcón. Es va convertir en titular indiscutible de l'equip a la temporada 2024-25, marcant set gols.
El 2 de juliol de 2025, Sancris va tornar al seu primer club, el Getafe, amb un contracte de tres anys, per formar part  del primer equip de La Liga.